# Грей-Клауд-Айленд (тауншип, Миннесота)
Грей-Клауд-Айленд (англ. Grey Cloud Island) — тауншип в округе Вашингтон, Миннесота, США. На 2000 год его население составило 307 человек.

## География
По данным Бюро переписи населения США площадь тауншипа составляет 10,0 км², из которых 8,1 км² занимает суша, а 1,9 км² — вода (18,91 %).

## Демография
По данным переписи населения 2000 года здесь находились 307 человек, 117 домохозяйств и 76 семей.  Плотность населения —  37,9 чел./км².  На территории тауншипа расположено 123 постройки со средней плотностью 15,2 построек на один квадратный километр. Расовый состав населения: 97,39 % белых, 0,33 % афроамериканцев, 0,33 % коренных американцев, 0,98 % — других рас США и 0,98 % приходится на две или более других рас. Испанцы или латиноамериканцы любой расы составляли 1,63 % от популяции тауншипа.
Из 117 домохозяйств в 25,6 % воспитывались дети до 18 лет, в 57,3 % проживали супружеские пары, в 3,4 % проживали незамужние женщины и в 35,0 % домохозяйств проживали несемейные люди. 23,1 % домохозяйств состояли из одного человека, при том 10,3 % из — одиноких пожилых людей старше 65 лет. Средний размер домохозяйства — 2,62, а семьи — 3,07 человека.
22,1 % населения — младше 18 лет, 7,8 % — в возрасте от 18 до 24 лет, 28,3 % — от 25 до 44, 27,4 % — от 45 до 64, и 14,3 % — старше 65 лет. Средний возраст — 40 лет. На каждые 100 женщин приходилось 113,2 мужчин.  На каждые 100 женщин старше 18 приходилось 107,8 мужчин.
Средний годовой доход домохозяйства составлял 55 714 долларов, а средний годовой доход семьи —  65 000 долларов. Средний доход мужчин —  48 125  долларов, в то время как у женщин — 26 528. Доход на душу населения составил 26 150 долларов. За чертой бедности не находилась ни одна семья и 7,2 % всего населения тауншипа.